# Comuna Stokopani, Henicesk
Stokopani (în ucraineană Стокопані) este o comună în raionul Henicesk, regiunea Herson, Ucraina, formată din satele Drahomanove, Nova Prațea și Stokopani (reședința).

## Demografie
Componența lingvistică a comunei Stokopani
     Ucraineană (90,59%)
     Rusă (8,9%)
     Alte limbi (0,2%)
Conform recensământului din 2001, majoritatea populației comunei Stokopani era vorbitoare de ucraineană (90,59%), existând în minoritate și vorbitori de rusă (8,9%).